# 福谷圭祐
福谷 圭祐（ふくたに けいすけ、1990年7月28日 - ）は、日本の劇作家、演出家、脚本家、俳優。大阪府出身。近畿大学卒業。匿名劇壇主宰、リコモーション所属。

## 来歴
- 高校時代まで演劇を観たことがなく[2]、2009年 近畿大学に入学してから演劇を学び始め[3]、竹内銃一郎に脚本・松本修に演出[4]、水沼健に両方の指導を受ける[5]。

- 2010年 スタッフの動きを学ぶために、カフカの変身を題材とした「THE EGG」公演に参加[4]、この時のメンバーで後に劇団を結成する事になる[3]。

- 2011年5月に匿名劇壇を結成、旗揚げ公演「HYBRID ITEM」を上演、以降、全ての作品の作・演出を行う[4]。

- 2012年、作・演出を担当した大学卒業演劇公演「最高の遊園地!」を上演する[6]。

- 2014年、第1回 北海道戯曲賞で、作「終末の予定」が最終選考作品となる[7]。

- 2015年、Ｍゲキ→ネクストに参加して「プレゼントタイム・ハローグッバイ」を上演する[8]。

- 2016年、第23回 OMS戯曲賞で、作「悪い癖」が大賞を受賞する。

作・演出だけでなく作品に自らも出演する。匿名劇壇 以外の劇団作品への参加・出演や、テレビ・ラジオでの脚本も行っている。

## 受賞歴
- 2016年（第23回）OMS戯曲賞 大賞「悪い癖」[9][10]
- 2017年 CoRich舞台芸術まつり! 演技賞 [11]

## 参加作品

### 舞台
匿名劇壇 公演（作・演出・出演）
- 作品一覧はこちらを参照

その他
- 大学卒業演劇公演「最高の遊園地!」（2012年、日本橋アートスタジオ）
- DRY BONES「いちご大福姫『大福、膨れ上がる』」（2012年、ウィングフィールド）脚本
- バンタムクラスステージ 几帳面独白道化師「チェーホフの銃」（2013年、十三 BlackBoxx）脚本・出演
- 2014年
  - 有元はるか 一人芝居「思い出すために」（in→dependent theatre 1st）脚本・演出
  - 劇団Patch「森ノ宮演出家殺人事件」（森ノ宮ピロティホール）
  - いまとこれからについて考える「宇宙人が攻めてくる話」（火星の庭）演出
  - 河口仁 一人芝居「DANCE BURNN」（in→dependent theatre 2nd）演出
- futurismo「珈琲が冷めるまでの戦争」（2015年、common cafe）
- 2016年
  - ippei「メガネニカナウ2『無言探偵 ～あとは珈琲を飲むだけさ～』」（in→dependent theatre 1st）脚本・演出
  - 1/4「二時間に及ぶ交渉の末」（ぽんプラザホール）脚本
  - アカル×大熊隆太郎「梓巫女C子の無謀な賭け」（アカルスタジオ）脚本
  - プロトテアトル フェスティバル#2「戦争くんと平和ちゃん」（カフェ＋ギャラリー can tutku）脚本
- 空想工藝舎「ポリアモリー・ラブ・アンド・コメディ」（2018年、冷泉荘）脚本 [13]

### テレビ
- ハピくるっ!「実録!オンナの○○事件簿」（2014年、関西テレビ）脚本
- 大阪環状線 ひと駅ごとの愛物語 -Part2-（2017年、関西テレビ）鶴橋駅：脚本 [14]

### 映画
- バトルキング！！-We'll rise again-（2023年3月10日、S・D・P）脚本
- BATTLE KING!! Map of The Mind -序奏・終奏-（2025年2月14日・3月14日、S・D・P）脚本（瀧川元気と共同脚本）

### ラジオ
- ラヴィーナ&メゾン STORY FOR TWO（1996年 - 、Kiss FM KOBE）月一回 脚本 [15]
- クリスマススペシャル2018「言葉のカイロでホッカホカ」（2018年、Kiss FM KOBE）脚本 [16]

### CM
- 木下の介護　40秒スポットラジオCM（2017年、InterFM）脚本

## 出演作品

### 舞台
- 唐十郎演劇塾「腰巻お仙」（2009年、東京芸術劇場、演出：唐十郎）[17]
- 壁ノ花団
  - 「ヤングフォーエバー」（2011年、アトリエ劇研 他）
  - 「そよそよ族の叛乱」（2014年、AI・HALL）
- バンタムクラスステージ「洗礼者の接吻」（2012年、ABCホール）
- baghdad cafe
  - 「talk about her life」（2013年、カフェ＋ギャラリー can tutku）
  - 「LIVES」（2014年、天劇キネマトロン）
- iaku
  - 「walk in closet」（2015年、AI・HALL 他）
  - 「エダニク」（2016年、三鷹市芸術文化センター 他）
- 2017年
  - 突劇金魚「僕のヘビ母さん」（突劇金魚アトリエ）[18]
  - 三好大貴プロデュースBuilding「水の泡」（BLACK CHAMBER）
  - INDEPENDENT:17「一人だけ芝居」（in→dependent theatre 2nd）一人芝居  [19]
- 2018年
  - the nextage「みず色の空、そら色の水」（ウイングフィールド）
  - INDEPENDENT:FUK 18「一人だけ芝居」（ぽんプラザホール）一人芝居
  - ロイン機関「底なし女とパリの狂人」（應典院 本堂）

### その他
- 上田ダイゴ×福谷圭祐「LOOKUP TALK 010」（2014年）
- 劇作バトル！（2016年、ドーンセンター）[20]
- 現代演劇は衰弱に向かっているのか?（2017年、ウイングフィールド）[21]
- KAVC 演劇人 Play & Session vol.1（2018年、神戸アートビレッジセンター）[22]
- 演出家の存在と俳優の存在（2018年、大阪市立芸術創造館）[23]